# René Pottier
René Pottier (Moret-sur-Loing, 5 de junio de 1879 - Levallois-Perret, 25 de enero de 1907) fue un ciclista profesional francés de principios del siglo XX.
En 1905, René Pottier fue segundo en la París-Roubaix y en la Burdeos-París. En la París-Roubaix de 1906 finalizó en tercera posición. Ese mismo año consiguió la victoria final en el Tour de Francia.
René Pottier es considerado el primer escalador del Tour de Francia, ya que en 1905 consiguió vencer en el primer puerto de montaña que se subió en dicha carrera, el Ballon d'Alsace. También es el ciclista que más kilómetros en solitario ha recorrido para ganar una etapa del Tour de Francia, con 325 km.
Se suicidó por amor en enero de 1907, con solo 27 años y siendo el vigente campeón del Tour. Unas semanas después, Henri Desgrange, director del Tour, hizo levantar una estela en su memoria en la cima del Ballon d'Alsace.

## Palmarés
1903
- Paris-Caen

1906
- Tour de Francia, más 5 victorias de etapa
- Bol d'Or

## Resultados en Grandes Vueltas
Durante su carrera deportiva ha conseguido los siguientes puestos en las Grandes Vueltas:
| Carrera         | 1904 | 1905 | 1906 |
| --------------- | ---- | ---- | ---- |
| Giro de Italia  | X    | X    | X    |
| Tour de Francia | -    | Ab.  | 1.º  |
| Vuelta a España | X    | X    | X    |